# امامزاده سید ابراهیم (بجنورد)
بقعه سیدابراهیم مربوط به دوره ایلخانی است و در شهرستان بجنورد، بخش راز و جرگلان، دهستان جرگلان، روستای کرپشلی واقع شده و این اثر در تاریخ ۱۵ دی ۱۳۸۷ با شمارهٔ ثبت ۲۴۲۳۵ به‌عنوان یکی از آثار ملی ایران به ثبت رسیده است.